# Friedhof Ohlsdorf

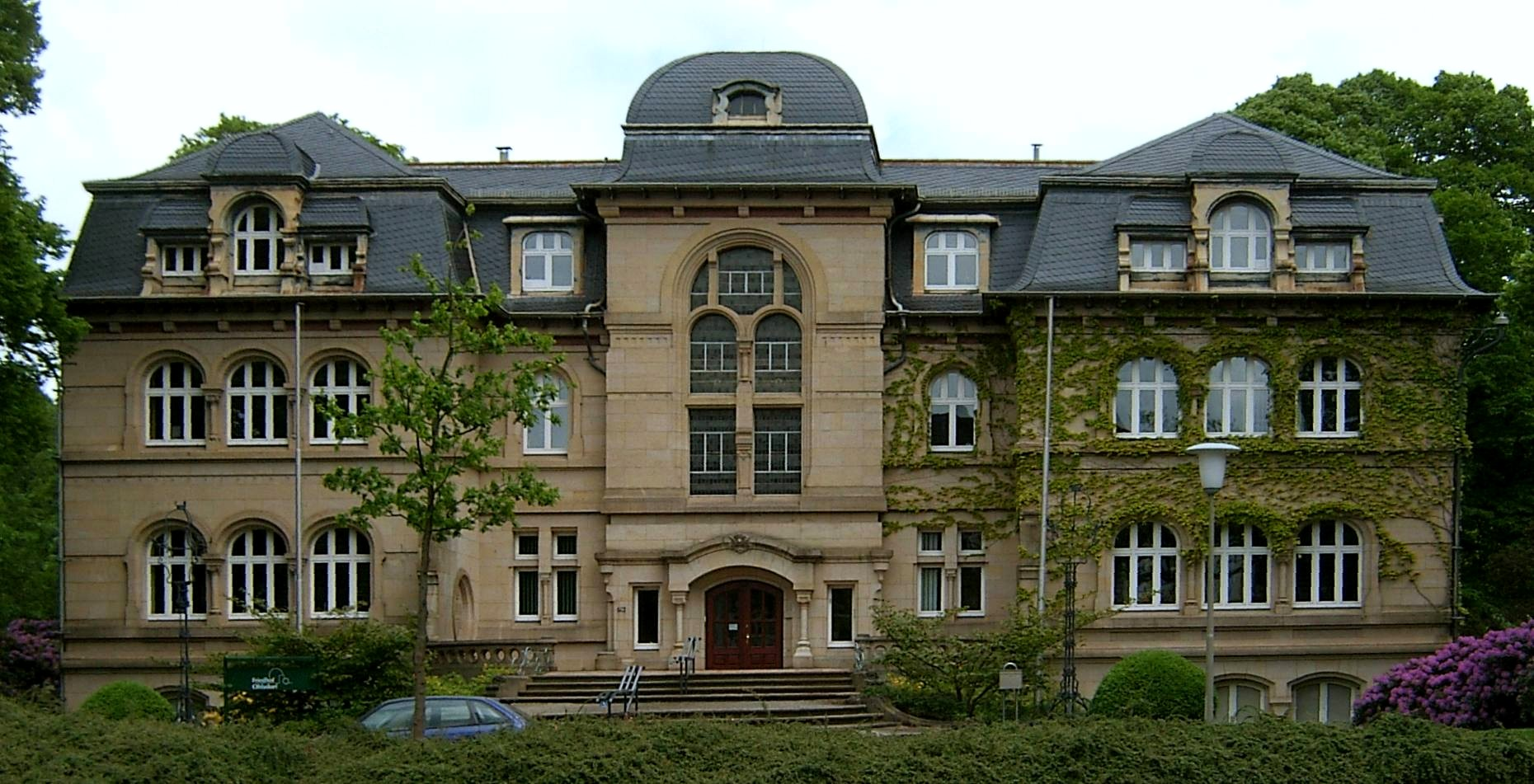
Förvaltningsbyggnaden

Friedhof Ohlsdorf  är en begravningsplats i Hamburg, i stadsdelsområdet Hamburg-Nord. Begravningsplatsen är med sina 391 hektar världens största parkkyrkogård, här har cirka 1,7 miljoner människor fått sin sista vila.

## Anläggningen
Begravningsplatsen började byggas mellan 1874 och 1877. Utökningen till dagens storlek skedde i flera steg på 1920-talet under bland andra Otto Linne som var landskapsarkitekt och Hamburgs första trädgårds- och kyrkogårdsdirektör. Friedhof Ohlsdorf var bland andra studieobjekt för Gunnar Asplund och Sigurd Lewerentz vid planeringen av Skogskyrkogården i Stockholm.
Begravningsplatsens koncept visades som plan och modell på världsutställningen i Paris år 1900 och fick ett Grand Prix. Den äldre, västra delen uppvisar ett parklandskap medan den nyare, östra delen är mer geometriskt gestaltad. Kyrkogårdens artrika plantering är sevärd, särskild rhododendronblomningen på våren. Inom området finns cirka 18 km gator som trafikeras av två busslinjer.
På Friedhof Ohlsdorf finns två tyska och två brittiska militärkyrkogårdar från första respektive andra världskriget. En massgrav (officiell benämning Sammelgrab) innehåller cirka 38 000 offer från bombanfallen mot Hamburg sommaren 1943.

## Byggnadsverk i urval
- Gamla vattentornet  (Ehemaliger Wasserturm), uppförd 1898 som vattentorn till kyrkogården, sedan 2003 plats för föreningen "Garten der Frauen e.V."
- På kyrkogården finns tolv kapell, kapellet vid Mittelallee uppfördes 1927-28 efter ritningar av arkitekt Fritz Schumacher
- Nya krematoriet (Neues Krematorium), ritat 1933 av arkitekt Fritz Schumacher
- Kyrkogårdsmuseet (Museum Friedhof Ohlsdorf) byggt  1996. Här finns ett bibliotek med cirka 700 titlar och diverse samlingar som går tillbaka till 1900-talets början samt tidningsklipp, lagtexter och facklitteratur.

## Bilder

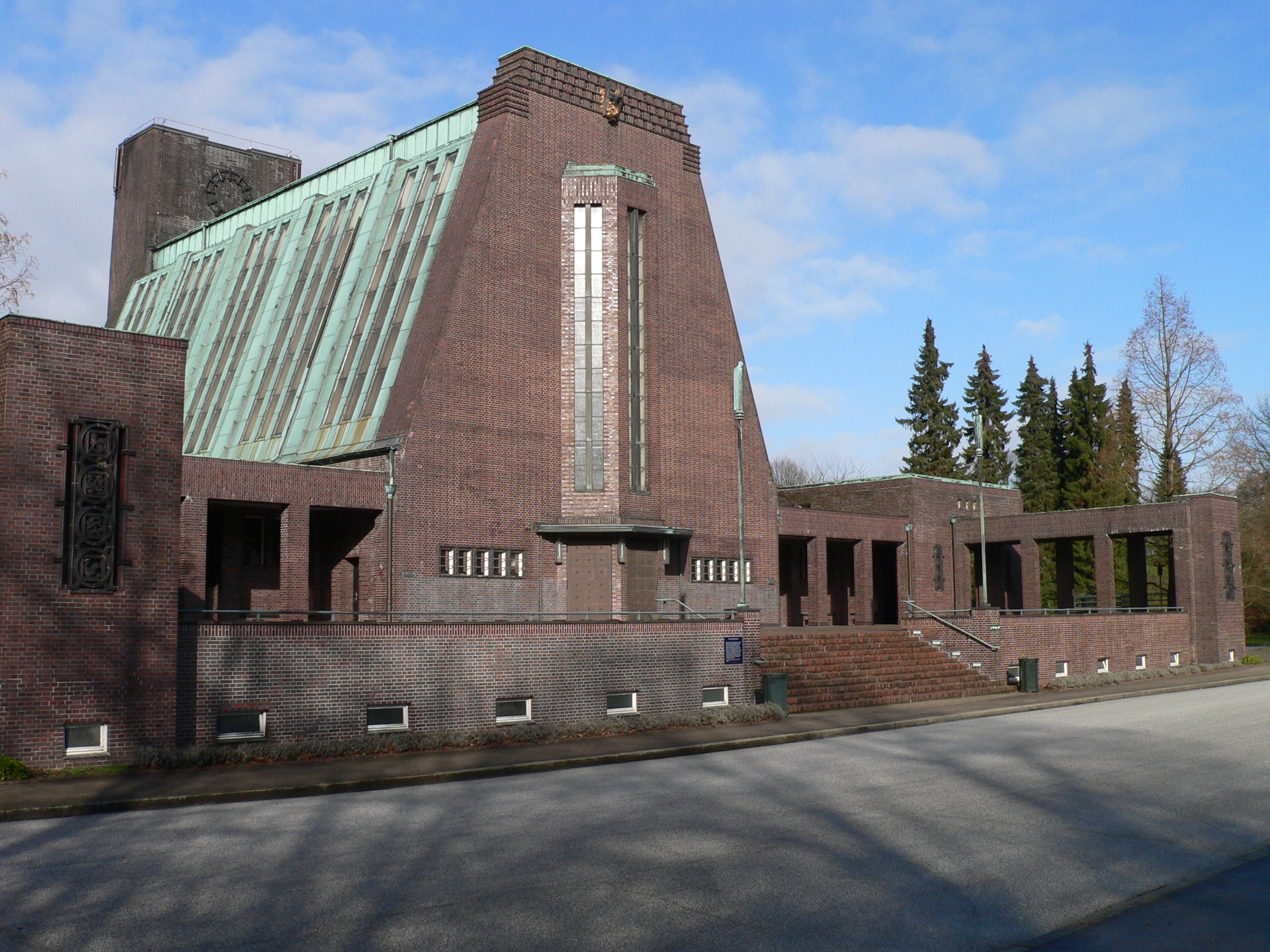
Neues Krematorium
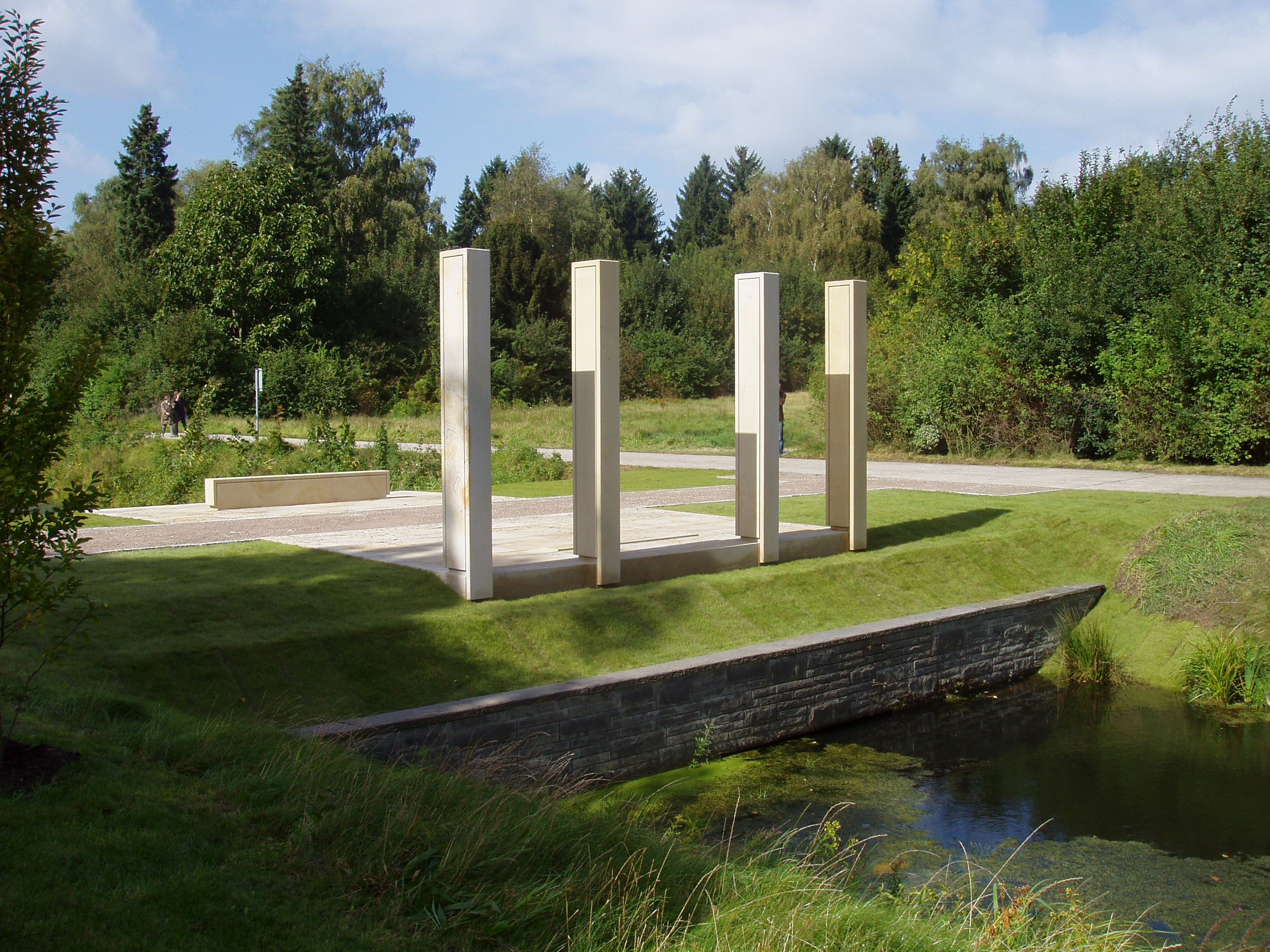
Otto Linne Denkmal
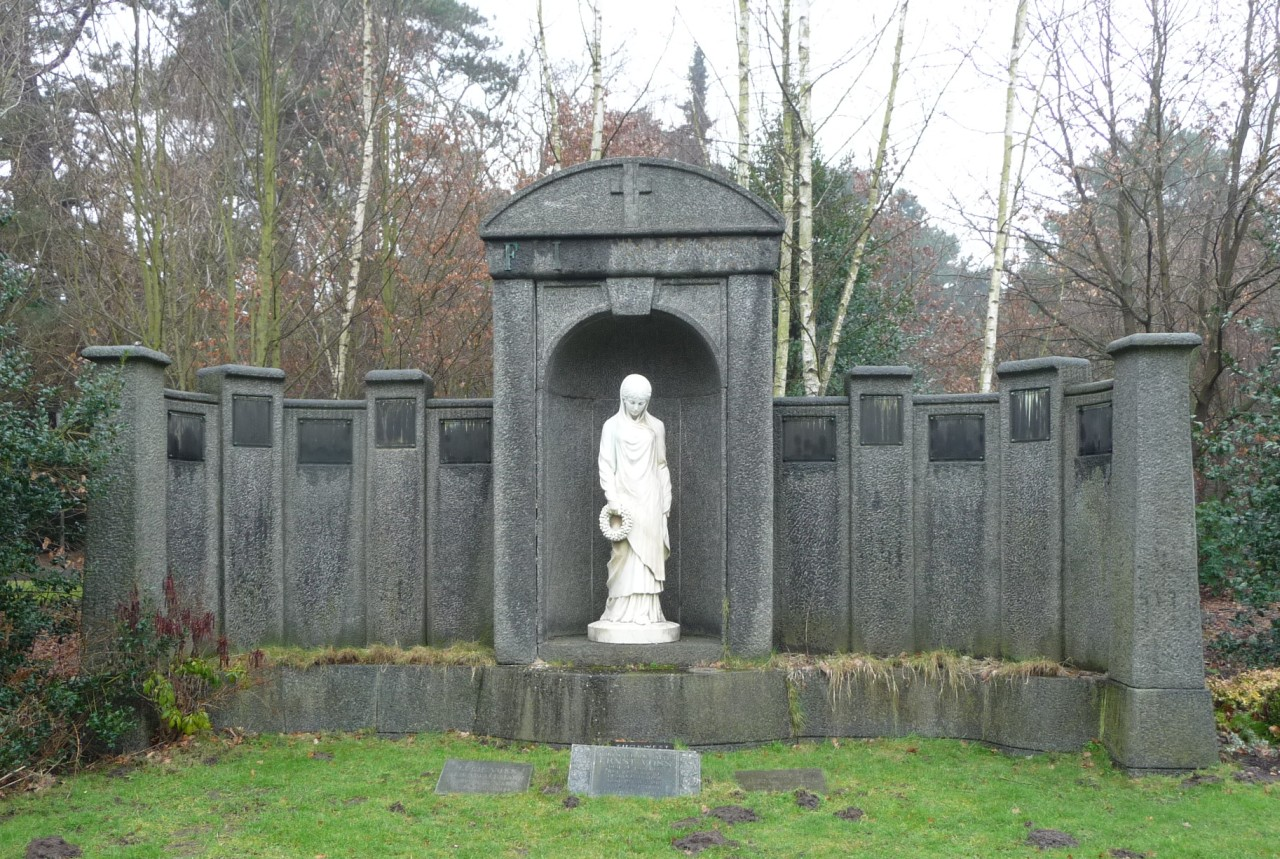
Ernst Voss gravplats
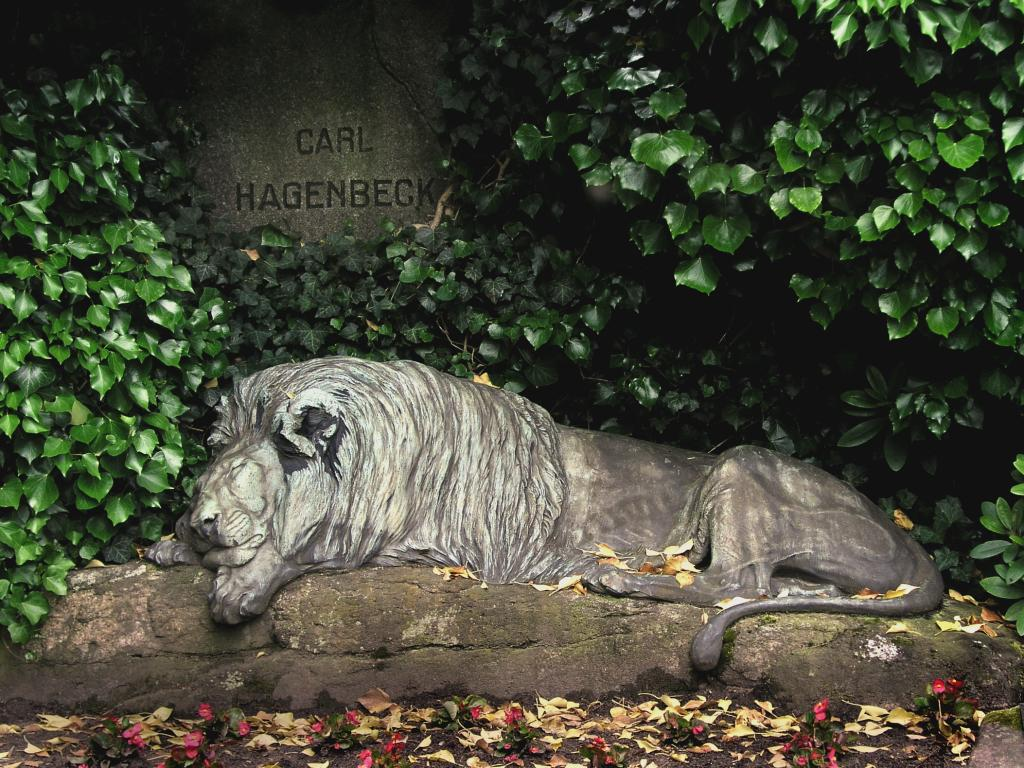
Carl Hagenbecks gravplats

## Kända personer begravda på kyrkogården
- Paul Abraham, operettkompositör (1892–1960)
- Hans Albers, skådespelare (1891–1960)
- Wilhelm Cuno, tysk kansler (1876–1933)
- Willy Fritsch, skådespelare (1901–1973)
- Gustaf Gründgens, skådespelare (1899–1963)
- Gustav Hertz, fysiker (1887–1975)
- Carl Hagenbeck, zoo-direktör (1844–1913)
- Carlo Karges, artist (1951–2002)
- Felix von Luckner, sjöofficer och autor (1881–1966)
- Kurt Sieveking, Hamburgs borgmästare (1897–1986)
- Herbert Weichmann, Hamburgs borgmästare (1896–1983)
- Ernst Voss, konstruktör och företagare (1842–1920)
- Helmut Zacharias, violinist (1924–2002)